# Juan Antonio Corbalán
Juan Antonio Corbalán Alfocea (* 3. August 1954 in Madrid) ist ein ehemaliger spanischer Basketballspieler, der während der 1980er Jahre als einer der besten Point Guards Europas galt. Berühmt war er vor allem für seinen, für die damalige Zeit, sehr schnellen Spielaufbau, mit dem er sowohl seinen Klub Real Madrid als auch die spanische Nationalmannschaft zu zahlreichen Erfolgen führte.
Corbalán wurde im Mai 2008 als eine der 50 bedeutendsten Persönlichkeiten des Basketballsport in Europa geehrt.

## Nationalmannschaft
Corbalán absolvierte insgesamt, zwischen 1972 und 1985, 177 Spiele mit der spanischen Basketballnationalmannschaft.

## Erfolge
- 12 Spanische Meistertitel (1971/72, 1972/73, 1973/74, 1974/75, 1975/76, 1976/77, 1978/79, 1979/80, 1981/82, 1983/84, 1984/85, 1985/86)
- 7 Spanische Pokalsiege (1971/72, 1972/73, 1973/74, 1974/75, 1976/77, 1984/85, 1985/86)
- 3 Europapokale der Landesmeister (1973/74, 1977/78, 1979/80)
- 1 Europapokal der Pokalsieger (1983/84)
- 1 Korać-Cup (1987/88)
- 4 Intercontinentalcups (1975/76, 1976/77, 1977/78, 1980/81)
- Europäischer Spieler des Jahres (1983)
- Vizeeuropameister 1983
- MVP der EM 1983
- Olympia Silber 1984